# Itame marcescaria
Itame marcescaria är en fjärilsart som beskrevs av Achille Guenée 1858. Itame marcescaria ingår i släktet Itame och familjen mätare. Inga underarter finns listade i Catalogue of Life.